# Марк Боснич
Марк Боснич (англ. Mark Bosnich, нар. 13 січня 1972) — австралійський футболіст, що грав на позиції воротаря.
Виступав, зокрема, за клуб «Астон Вілла», а також національну збірну Австралії.
Володар Кубка Англії. Володар Суперкубка Англії з футболу. Дворазовий володар Кубка англійської ліги. Дворазовий чемпіон Англії. Володар Кубка Кубків УЄФА. Володар Міжконтинентального кубка.

## Клубна кар'єра
Народився 13 січня 1972 року. Вихованець футбольної школи клубу «Сідней Кроейша».
У дорослому футболі дебютував 1989 року виступами за команду «Манчестер Юнайтед», в якій провів два сезони, взявши участь у 3 матчах чемпіонату.  За цей час виборов титул володаря Кубка Англії, ставав володарем Кубка Кубків УЄФА.
Протягом 1991—1992 років захищав кольори клубу «Сідней Кроейша».
Своєю грою за останню команду привернув увагу представників тренерського штабу клубу «Астон Вілла», до складу якого приєднався 1992 року. Відіграв за команду з Бірмінгема наступні сім сезонів своєї ігрової кар'єри. Більшість часу, проведеного у складі «Астон Вілли», був основним голкіпером команди.
Згодом з 1999 по 2003 рік грав у складі команд «Манчестер Юнайтед» та «Челсі». Протягом цих років додав до переліку своїх трофеїв два титули чемпіона Англії.
Завершив ігрову кар'єру у команді «Сентрал-Кост Марінерс», за яку виступав протягом 2008 року.

## Виступи за збірні
1991 року залучався до складу молодіжної збірної Австралії. На молодіжному рівні зіграв у -1 офіційних матчах, пропустив 1 гол.
1989 року дебютував в офіційних матчах у складі національної збірної Австралії.
У складі збірної був учасником розіграшу Кубка конфедерацій 1997 року у Саудівській Аравії, де разом з командою здобув «срібло».
Загалом протягом кар'єри в національній команді, яка тривала 9 років, провів у її формі 22 матчі.

## Титули і досягнення

### Командні
- Володар Кубка Англії (1):

«Манчестер Юнайтед»: 1989-1990
- Володар Суперкубка Англії з футболу (1):

«Манчестер Юнайтед»: 1990
- Володар Кубка англійської ліги (2):

«Астон Вілла»: 1993-1994, 1995-1996
- Чемпіон Англії (2):

«Манчестер Юнайтед»: 1999-2000, 2000-2001
- Володар Кубка Кубків УЄФА (1):

«Манчестер Юнайтед»: 1990-1991
- Володар Міжконтинентального кубка (1):

«Манчестер Юнайтед»: 1999

### Особисті
- Гравець року в Океанії: 1997